# گروس (شبستر)
گروس یک آبادی  در ایران است که در دهستان چله‌خانه واقع شده‌است. براساس سرشماری مرکز آمار ایران در سال ۱۳۹۵، گروس ۱٬۷۳۷ نفر جمعیت دارد.